# Каменка (Хабаровский край)
Ка́менка — гидрологический пост (населённый пункт) в районе имени Полины Осипенко Хабаровского края.

## География
Расположен на левом берегу реки Амгунь примерно в 20 км к юго-западу от села имени Полины Осипенко.

## История
Ранее Каменка имела статус села и являлась административным центром Каменского сельского совета.

## Население
| 2002 | 2010 | 2011 | 2012 | 2021 |
| ---- | ---- | ---- | ---- | ---- |
| 2    | ↘1   | →1   | ↘0   | ↗2   |